# Вишкеуць
Вишкеуць (рум. Vîșcăuți) — село в Оргіївському районі Молдови. Утворює окрему комуну.

## Населення
За даними перепису населення 2004 року у селі проживали 1380 осіб.
Національний склад населення села:
| Національність   | Кількість осіб | Відсоток   |
| ---------------- | -------------- | ---------- |
| молдавани румуни | 1353 24        | 98,0% 1,7% |
| росіяни          | 2              | 0,1%       |
| українці         | 1              | 0,1%       |
| Всього           | 1380           | 100%       |